# New Xade
New Xade is een dorp in het district Ghanzi in Botswana. De plaats telt 1269 inwoners (2011).